# I. sbor (mobilizace 1938)
I. sbor byl vyšší jednotkou působící v době mobilizace v roce 1938 v sestavě 1. armády a jeho úkolem byla obrana západních a části jižních Čech v úseku od toku Vltavy u Zlaté Koruny po Toužim. Celková délka hlavního obranného postavení činila 233 km.
Velitelem I. sboru byl divizní generál Jan Šípek (v roce 1918 major legionářského vojska na Rusi) .
Stanoviště velitele se nacházelo ve Voticích.

## Úkoly I. sboru
Úkolem I. sboru byla obrana hlavního obranného postavení, na kterém byly rozmístěny jednotky Hraniční oblasti 32 a části 5. divize. Na předpokládaném exponovaném směru v oblasti Plzně byla soustředěna druhosledová 2. divize. V případě, že by se nepodařilo udržet hlavní obranné postavení se předpokládal ústup na opevněnou linii opírající se o tok Vltavy, která byla zajištěna Skupinou 4. Úkolem 5. divize, rozmístěné v oblasti jihozápadních Čech byla nejen obrana hlavního obranného postavení, ale její druhosledové jednotky měly podporovat pravé křídlo 4. armády při případných ústupových bojích.
Do sestavy I. sboru patřila původně také Hraniční oblast 31, bránící území jižních Čech až po zemskou hranici. Rozhodnutím hlavního velitele však byla 25.9.1938 obrana od toku Vltavy na východ převedena do kompetence velitele 4. armády.

## Podřízené jednotky
Vyšší jednotky
- 5. divize
- Hraniční oblast 32
- 2. divize
- Skupina 4

Ostatní jednotky
- dělostřelecký pluk 102
- dělostřelecký pluk 105 (pouze velitelství a I. oddíl)
- ženijní rota 35, 36, 57, 58
- telegrafní prapor 51